# Svetosavska
La rue Svetosavska (en serbe cyrillique : Светосавска) est située à Belgrade, la capitale de la Serbie, dans la municipalité urbaine de Zemun.
La rue est ainsi nommée en l'honneur de Saint Sava (1169-1236), le fondateur de l'Église orthodoxe serbe.

## Parcours
La rue Svetosavska naît au croisement des rues Štrosmajerova et Nemanjina (dont elle constitue le prolongement). Elle s'oriente vers le nord-ouest et longe le Gradski park jusqu'à la rue Dr Miloša Radojčića. Elle traverse la rue Dubrovačka puis croise les rues Gundulićeva (à gauche) et Rajačićeva (à droite). Elle traverse ensuite les rues Bežanijska et Oračka et se termine à la hauteur de la rue Cetinjska.

## Architecture

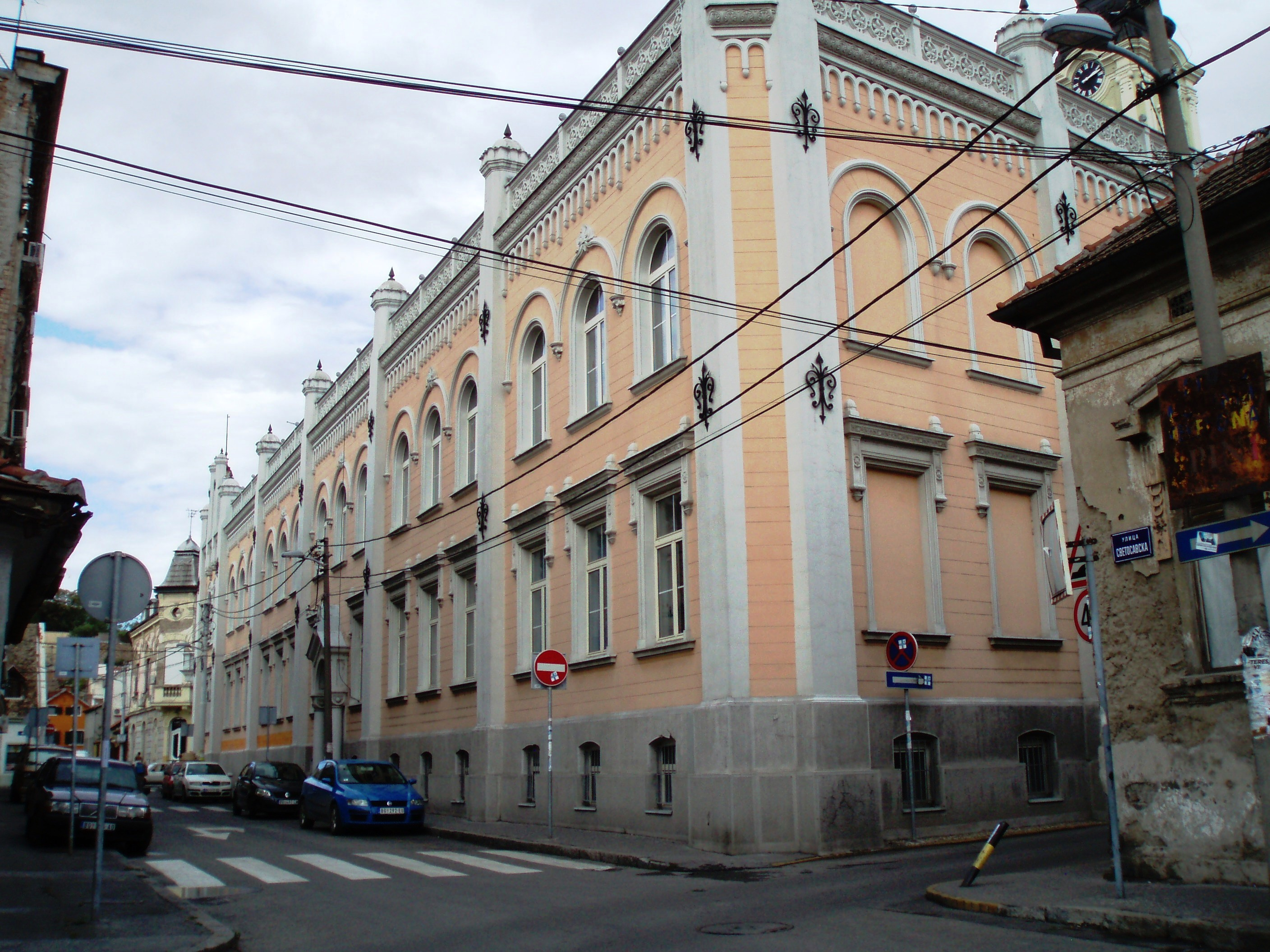
La maison de l'Église orthodoxe serbe, au n° 22

La maison d'Ičko, située à l'angle des rues Bežanijska (n° 18) et Svetosavska, a été construite en 1793 dans un style classique ; elle est représentative des résidences urbaines de la fin du XVIIIe siècle à Zemun et est aujourd'hui classée,. La maison de l'Église orthodoxe serbe, située au n° 22, à l'angle de la rue Bežanijska, a été construite entre 1907 et 1909 sur des plans de Kosta Atanacković-Stanišić, un architecte de Zemun ; elle est caractéristique du style néoromantique et est elle aussi classée,.
Franjo Jenč, originaire de Zemun, a conçu et réalisé sa maison familiale, située n° 19 rue ; elle est caractéristique de la première période de cet architecte et construite dans un style mêlant le baroque et le style néorenaissance, avec une riche décoration plastique et des détails caractéristiques du classicisme.

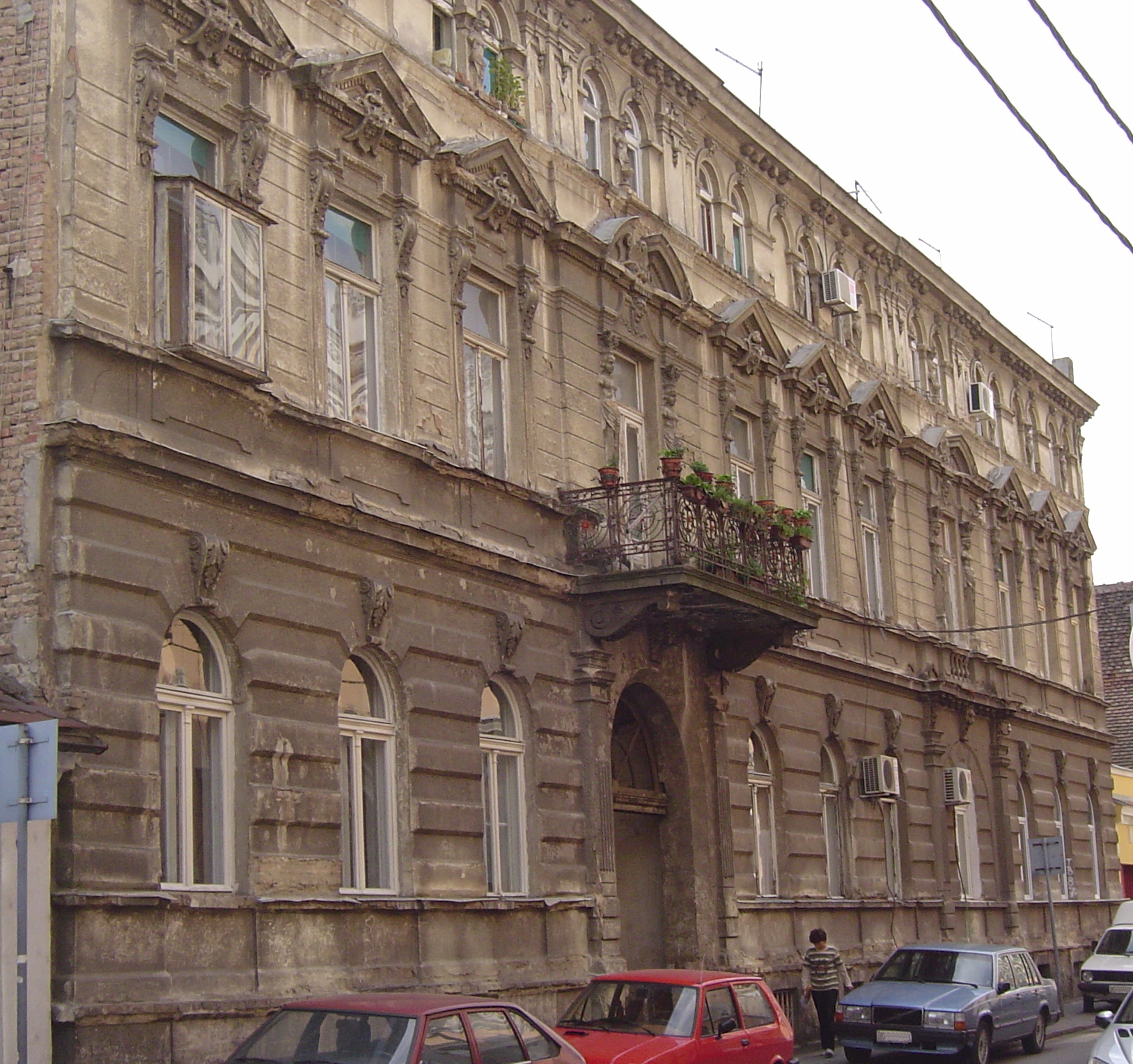
La maison familiale de Franjo Jenč, au n° 19